# Triade d'Edfou
Dans la mythologie égyptienne, la Triade d'Edfou est un ensemble de trois dieux de la ville antique d'Apollinopolis, plus connue sous le nom d'Edfou. Horus y est l'époux d'Hathor ; ils sont les parents d'Harsomtous (Horus le jeune).